# Anatolij Czistiakow
Anatolij Siemionowicz Czistiakow (ros. Анатолий Семёнович Чистяков, ur. 1908, zm. 1996) – radziecki dyplomata.
Członek WKP(b), 1947-1954 zastępca kierownika Wydziału Ekonomicznego Ministerstwa Spraw Zagranicznych ZSRR, 1954-1956 zastępca kierownika Wydziału Organizacji Międzynarodowych MSZ ZSRR, 1956-1962 stały przedstawiciel ZSRR przy Europejskim Oddziale ONZ w Genewie. 1962-1966 kierownik Wydziału Azji Południowo-Wschodniej MSZ ZSRR, od 1966 do września 1968 kierownik Wydziału Międzynarodowych Organizacji Ekonomicznych MSZ ZSRR, od 24 września 1968 do 29 marca 1973 ambasador nadzwyczajny i pełnomocny ZSRR w Szwajcarii.